# Atanas Gołomeew
Atanas Gołomeew (bułg. Атанас Голомеев; ur. 5 lipca 1947 w Sofii, zm. 12 sierpnia 2023) – bułgarski koszykarz, występujący na pozycji środkowego, były reprezentant kraju, trener koszykarski.

## Osiągnięcia
Na podstawie, o ile nie zaznaczono inaczej.

### Drużynowe
- 10-krotny mistrz Bułgarii (1967, 1968, 1970–1973, 1978, 1979, 1981, 1982)
- 5-krotny wicemistrz Bułgarii (1975, 1977, 1980, 1983, 1984)
- Brązowy medalista  mistrzostw Bułgarii (1974)
- czterokrotny zdobywca pucharu Bułgarii (1976, 1979, 1982, 1983)

### Indywidualne
- Zaliczony do:
  - grona 50 Najlepszych Zawodników w historii rozgrywek FIBA (1991)
  - Galerii Sław Koszykówki FIBA (2019)[2]
- Uczestnik meczu gwiazd FIBA (1977)

### Reprezentacja
Drużynowe
- Uczestnik:
  - mistrzostw Europy:
    - 1969 – 7. miejsce, 1971 – 6. miejsce, 1973 – 6. miejsce, 1975 – 5. miejsce, 1977 – 6. miejsce[3]
    - U–18 (1966 – 7. miejsce)[3]

  - kwalifikacji olimpijskich (1980)
  - turnieju przed-olimpijskiego (1976)

Indywidualne
- Lider strzelców Eurobasketu:
  - 1973, 1975[4][5]
  - U–18 (1966)
- 4–krotnie zaliczony do I składu  mistrzostw Europy (1971, 1973, 1975, 1977)[4][5][6][7]

### Trenerskie
- Mistrz Bułgarii (1986)